# Paul Margue
Pour les articles homonymes, voir Margue.
Paul Margue, né le 19 novembre 1923 à Luxembourg-Ville (Luxembourg) et mort le 27 octobre 2019 dans sa ville natale, est un historien luxembourgeois.

## Biographie
La vie et la carrière de Paul Margue sont bien connues, dans la mesure où elles sont détaillées dans l'ouvrage d'hommages qui lui fut présenté en 1993 par ses collègues et amis (cf. Bibliographie ci-dessous).
Paul Margue terminait ses études secondaires à l'Athénée grand-ducal de Luxembourg lorsqu'il dut les interrompre à cause de l'Occupation allemande et de son refus de rejoindre les Jeunesses hitlériennes. Un peu plus tard, il ne put toutefois se soustraire à l'enrôlement forcé dans le Reichsarbeitsdienst (service obligatoire du travail de l'Allemagne nazie) qui l'envoya travailler sur des chantiers notamment en Grèce. Son père, le professeur et historien Nicolas Margue, était ministre et n'avait pas réussi à quitter le pays pour rejoindre le reste du gouvernement luxembourgeois en exil à Londres. Aussi la famille connut-elle les affres de la déportation à Leubus, Boberstein, Hirschberg et Laufach.  
Après ses études supérieures de grec, de latin et d'histoire à Luxembourg (Cours supérieurs), Louvain (Belgique), Fribourg (Suisse) et Paris, Paul Margue, ayant obtenu le doctorat luxembourgeois (par le système de la collation des grades), commença par enseigner principalement l'histoire au Lycée de Garçons de Luxembourg, puis, à partir de 1961, à l'Athénée grand-ducal de Luxembourg. Dès 1955 il enseigna aussi aux Cours supérieurs qui allaient, au début des années '70 et grâce à l'engagement de quelques professeurs de lettres et d'histoire (dont lui-même), être transformés en Centre universitaire de Luxembourg (CunLux), embryon de la future Université du Luxembourg. Devenu administrateur du Département de Droit et de Sciences économiques du CunLux, où il enseignait l'histoire économique, il fut appelé à la présidence du Conseil d'Administration du CunLux (1979-1987). Il fit également partie du Conseil d'Administration de l'Université de Metz (France). Il a d'ailleurs reçu la Médaille de la Ville de Metz en 1991, notamment pour son action en faveur de relations culturelles et académiques plus étroites entre le Luxembourg et la région lorraine.  
Historien, Paul Margue a publié de nombreux articles et un certain nombre d'ouvrages, seul ou en collaboration. Il a aussi dirigé les recherches de nombreux jeunes historiens, futurs enseignants du secondaire luxembourgeois, pendant leur (3e) cycle de formation (agrégation luxembourgeoise) de trois années. Il a surtout fortement contribué à relancer l'étude du Moyen Âge au Luxembourg et dans la grande région (Sarre-Lorraine-Luxembourg-Wallonie-Rhénanie/Palatinat) en fondant les Journées lotharingiennes en 1980 ainsi que le CLUDEM (Centre luxembourgeois de documentation et d'études médiévales) en 1987. Paul Margue, membre effectif de l'Institut grand-ducal (Section des sciences historiques) depuis 1964, a dirigé la revue d'histoire luxembourgeoise Hémecht de 1983 à 2011.
Fils d'historien, l'historien Paul Margue est aussi père d'historiens, notamment du Pr Michel Margue, de l'Université du Luxembourg.

## Publications (échantillon)
- Luxemburg in Mittelalter und Neuzeit ; manuel scolaire portant sur le Moyen Âge et le début des Temps modernes ; Luxembourg (Bourg-Bourger), 1974 (plusieurs fois réédité depuis); 160 pages.
- (P. M.), Luxembourg; notice dans le vol. 10, pp. 194-195, de l'Encyclopaedia universalis (Paris, 1980).
- Le recrutement des derniers Présidents du Conseil de Luxembourg [à la fin de l'Ancien Régime]; in: Diagonales à travers le droit luxembourgeois - Livre jubilaire de la Conférence Saint-Yves 1946-1986; Luxembourg (gros ouvrage collectif édité par les soins du Comité de la Conférence Saint-Yves, sous-organisation de l'Association luxembourgeoise des Universitaires catholiques; réalisé par l'imprimerie Saint-Paul), 1986; pp. 483-488.
- (avec Marie-Paule Jungblut) Le Luxembourg et sa monnaie ; Luxembourg (Institut monétaire luxembourgeois), 1990.
- (avec Georges Als, Fernand Hoffmann, Jos Molitor, Jean-Marie Gehring et Henri Klees) Luxembourg : Cadre naturel - Histoire - Art - Littérature - Langue - Économie - Traditions populaires ; F - Le Puy (Christine Bonneton), 1984; 400 p.;  (ISBN 2-86253-047-6)
- Remarques sur l'avouerie locale en Luxembourg ; in: Publications de la Section historique de l'Institut grand-ducal de Luxembourg (P.S.H.), vol. XCVIII, Luxembourg, 1984; pp. 205-206.
- Les biens du comte Sigefroid ; in: La Maison d'Ardenne Xe – XIe siècles [= Actes des Journées lotharingiennes, 24-26 octobre 1980, Centre universitaire de Luxembourg]; pp. 299-310; paru dans les Publications de la Section historique de l'Institut grand-ducal de Luxembourg (P.S.H.), vol. XCV, Luxembourg (Impr. Joseph Beffort), 1981.
- Assujettis ou sujets? Les Luxembourgeois sous Louis XIV ; in: Raymond Poidevin & Gilbert Trausch (éd.), Le Luxembourg et la France de Louis XIV à Robert Schuman ; actes du colloque de Luxembourg, 17-19 novembre 1977, Metz, 1978; p. 21-38.
- Strömungen und Gestalten des Luxemburger Katholizismus (1840-1990); in: Nos Cahiers - Lëtzebuerger Zäitschrëft fir Kultur; 12e année / 1991; numéro [spécial] 1, intitulé 1840-1990 - 150 Jahre Luxemburger Katholizismus; pp. 99-114.
- L'image d'Ermesinde dans l'historiographie et dans la tradition populaire ; in: Ermesinde et l'affranchissement de la ville de Luxembourg - Études sur la femme, le pouvoir et la ville au XIIIe siècle (sous la direction de Michel Margue; Luxembourg (Musée d'Histoire de la Ville de Luxembourg & CLUDEM), 1994; p. 311-324.
- Ex nihilo ? Le Centre universitaire, précurseur de l'Université du Luxembourg; in : Université du Luxembourg 2003-2013; ouvrage commémoratif publié sous la direction du Pr. Michel Margue, en collab. avec Manon Jungen; Luxembourg, (novembre) 2013; pp. 60-63.
- (en collab. avec Édouard Kayser), Des Cours supérieurs de l'Athénée à l'Université, en passant par le Centre universitaire de Luxembourg; in: De Kolléisch 2017, ouvrage commémorant le bicentenaire de la refondation de l'ancien Collège (Kolléisch) de Luxembourg comme "Athénée" en 1817 et, aussi, l'inauguration officielle, en avril 2017, des bâtiments et locaux complètement rénovés du nouvel Athénée entré en service en 1964; 2 volumes; Luxembourg (Éditions de l'Athénée & Print Solutions), 2018; ici, cf. vol. I, pp. 112-117 (notes, bibliographie).